# Ghumusar Udayagiri
Ghumusar Udayagiri (abbreviato in G. Udayagiri) è una città dell'India di 10 206 abitanti, situata nel distretto di Kandhamal, nello stato federato dell'Orissa. In base al numero di abitanti la città rientra nella classe IV (da 10 000 a 19 999 persone).

## Società

### Evoluzione demografica
Al censimento del 2001 la popolazione di Ghumusar Udayagiri assommava a 10 206 persone, delle quali 4 971 maschi e 5 235 femmine. I bambini di età inferiore o uguale ai sei anni assommavano a 1 242, dei quali 652 maschi e 590 femmine. Infine, coloro che erano in grado di saper almeno leggere e scrivere erano 7 580, dei quali 4 011 maschi e 3 569 femmine.